# Minona cornupenis
Minona cornupenis är en plattmaskart som beskrevs av Tor Karling 1966. Minona cornupenis ingår i släktet Minona och familjen Monocelididae. Inga underarter finns listade i Catalogue of Life.